# Taeler Hendrix
Taeler Conrad-Mellen (nacida el 7 de junio de 1989) es una luchadora profesional y valet estadounidense más conocida por el nombre de Taeler Hendrix donde anteriormente estuvo en Ring of Honor (ROH).
Comenzó su carrera en 2008 y pasó sus primeros años trabajando en el circuito independiente de ascensos, incluida la New England Championship Wrestling (NECW), Top Rope Promotions (TRP) y World Women's Wrestling (WWW), antes de firmar un contrato con Ohio Valley Wrestling (OVW), un territorio de desarrollo de lucha libre sin límites (Total Nonstop Action Wrestling, TNA), en 2011. En noviembre de 2011, Hendrix ganó el Campeonato Femenino de OVW, celebrando el campeonato durante 203 días.

## Carrera

### Inicios (2008-2010)
Taeler debutó en la lucha libre profesional el 26 de abril de 2008 en el New England Championship Wrestling , donde acompañó a Brandon Webb en una derrota ante el "exótico" Kristian Frost. El 11 de julio de 2008, Hendrix debutó en Top Rope Promotions, donde se asoció con el campeón de tren interestatal TRP Freight Train en un esfuerzo de pérdida para el equipo de Lea Morrison y Gorgeous Giovanni. El 14 de julio de 2008, en Top Rope Promotions , Hendrix se asoció con The Kreeper para derrotar al equipo de Lea Morrison y Alex Payne.
Hizo su debut para la promoción World Women's Wrestling el 1 de noviembre, desafiando a Ariel para el World Women's Wrestling Championship. Ella ganó la lucha por descalificación, y como resultado, no ganó el campeonato. El 30 de noviembre, Hendrix compitió contra Jana en un esfuerzo ganador. El 13 de diciembre, derrotó a Ariel en un combate sin título. El 10 de enero de 2009, Hendrix se asoció con Alexxis Nevaeh en un esfuerzo ganador derrotando a Nikki Valentine y Sammi Lane. El 21 de febrero, Ariel derrotó a Hendrix en un combate por el Campeonato Femenino. El 21 de marzo, Hendrix se asoció con Barndon Locke en un esfuerzo perdedor ante Scott Levesque y Sammi Lane. El 11 de julio, Hendrix se asoció con Alexxis Nevaeh y Amber para derrotar al equipo de Ariel, Mistress Belmont y Sammi Lane en un combate por equipos de seis mujeres. El 23 de enero de 2010, derrotó a Amber en su última aparición en la promoción. El 25 de junio, en Showcase Championship Wrestling , Taeler obtuvo su mayor triunfo en su carrera sobre el Excampeona Knockout de TNA, Awesome Kong.
El 29 de abril de 2011, Taeler hizo una aparición en Chaotic Wrestling, donde compitió en un esfuerzo perdedor por Lexxus.

### Ohio Valley Wrestling (2010-2013)
El 10 de diciembre de 2010, Hendrix recibió una prueba en Ohio Valley Wrestling, en OVW Episode 591 , perdiendo ante la Campeona Femenina de OVW Lady JoJo en un dark match.

### Total Nonstop Action Wrestling (2012-2013)

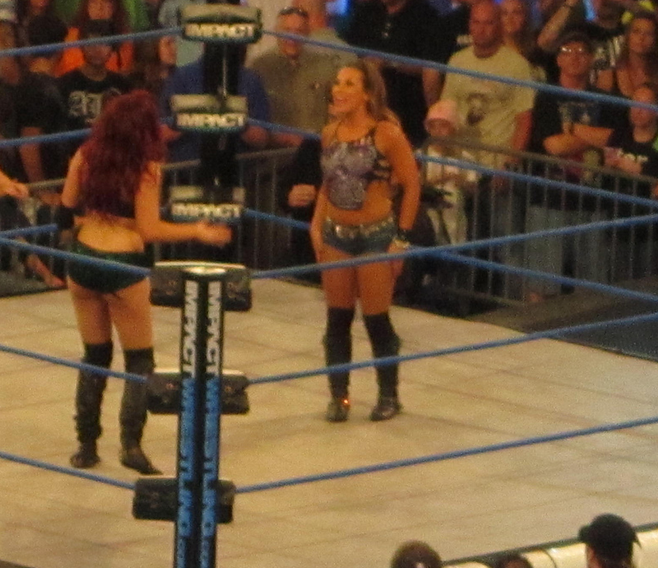
Hendrix enfrentando a Mickie James en 2013.

El 21 de julio de 2012, Hendrix tomó parte en el Gut Check Challenge en un intento de conseguir un contrato con la promoción, frente a Tara en su derrota. La semana siguiente, la historia de los jueces de Gut Check Challenge decidió firmar un contrato con Hendrix, en función de su desempeño. En realidad, Hendrix firmó un contrato de desarrollo y se le asignó nuevamente a OVW. Hendrix regresó a TNA en la edición del 22 de noviembre de Impact Wrestling, donde compitió contra Campeona Knockout de TNA Tara, en un esfuerzo por perder. 
Hendrix regresó a la televisión en la edición del 6 de junio de 2013 de Impact Wrestling, donde compitió en un esfuerzo perdedor contra Campeona Knockout de TNA Mickie James. 
El 3 de julio, Hendrix fue liberada de su contrato. Más tarde, Hendrix reveló que no estaba contenta con las oportunidades que TNA le dio. También reveló que pensó en no volver a firmar con la compañía, pero fue liberada antes de que ella decidiera.

### WWE (2014, 2015)
Hendrix apareció por primera vez en la WWE en el episodio de SmackDown del 6 de junio de 2014, donde actuó como uno de los "Rosebunds" de Adam Rose. Hendrix volvió a trabajar como un "Rosebunds" en el episodio del 15 de diciembre de Raw, y nuevamente la noche siguiente en una edición en vivo de SmackDown.
El 5 de junio de 2015, se informó que Hendrix participó en un campamento de prueba de la WWE en el WWE Performance Center en Orlando.

### Ring of Honor (2010, 2015-2017)
El 16 de julio de 2010 en Ring of Honor, Hendrix hizo una aparición en un esfuerzo perdedor por Daizee Haze . Al día siguiente, 17 de julio, compitió contra Sara Del Rey siendo derrotada.
El 25 de septiembre de 2015, Hendrix hizo su primera aparición en ROH en cinco años en una victoria sobre Mandy Leon, de inmediato se estableció como heel al salir con el mánager Truth Martini. Más tarde esa noche, ella salió con Martini y el stable de Martini The House of Truth (Jay Lethal, Donovan Dijak y J Diesel) para su lucha de seis hombres contra War Machine (Hanson & Raymond Rowe) y Moose, convirtiéndola en una miembro de la Casa de la Verdad. La Casa de la Verdad perdería el partido. El 29 de septiembre, Hendrix confirmó en su página oficial de Facebook que firmó un contrato con ROH y que ahora estaba en el roster de Mujeres de Honor.
El 6 de febrero de 2016, Hendrix luchó su primer combate televisivo para Ring Of Honor. En un esfuerzo de pérdida para Kelly Klein en el evento principal en ROH en SBG# 249 - Women of Honor Special. 
El 4 de abril de 2017, Hendrix anunció su partida de Ring Of Honor.

### Queens of Combat (2014-presente)
Hendrix debutó para la promoción Queens of Combat en su evento inaugural el 21 de marzo de 2014 y derrotó a la villana Serena Deeb en el evento principal. En Queens of Combat 2, Hendrix se asoció con Sassy Stephie en un esfuerzo por perder The Killer Death Machines. En Queens of Combat 4, Hendrix fue derrotado por Sassy Stephie en un combate a cuatro bandas que también incluyó a Leva Bates y Su Yung. 
Hendrix ingresó al torneo Queens of Combat Title en Queens of Combat 5 y derrotó a Amy Love en la primera ronda el 13 de junio de 2015. En la noche siguiente, Hendrix derrotó a Amanda Rodríguez en la segunda ronda en QOC6 , mientras se convertía en heel por coquetear abiertamente y burlarse del novio de Rodríguez, Caleb Konley. En Queens of Combat 7 el 29 de noviembre de 2015, Hendrix derrotó a Candice LeRae en las semifinales del torneo de título, y luego derrotó a Tessa Blanchard en la final para convertirse en la primera Reina de Campeón de Combate

### National Pro Wrestling League - Lucha Patrón (2017-presente)
Hendrix fundó junto con su pareja Cory Machado la promoción National Pro Wrestling League (NPWL) en Santa Rosa (California), en la que se ha medido con luchadoras de la talla de Shotzi Blackheart, Chelsea Green, Allysin Kay entre otras.

## Campeonatos y logros
- Ohio Valley Wrestling
  - OVW Women's Championship (3 veces)
  - Miss OVW (2012)

- Queens of Combat
  - QOC Championship (1 time, inaugural)[5]
  - QOC Championship Tournament (2015)[6][7]
  - QOC Tag Team Championship (1 time, inaugural, current) — with Laurel Van Ness[8]
  - QOC Tag Team Championship Tournament (2017) - with Laurel Van Ness[9]

- Total Nonstop Action Wrestling
  - TNA Gut Check winner[10]